# Николаос Дикас
Николаос Дикас (на гръцки: Νικόλαος Δίκας) е гръцки общественик. 

## Биография
Произхожда от влашкото олимпийско село Ливади. В 1929 година Дикас става пръв демарх (кмет) на македонския град Катерини, когато общината е превърната в дем. Остава на поста до 1933 година. Дикас развива широка дейност и осъществява серия инфраструктурни проекти, които контролира лично. Името му носи улица в квартал Мосхопотамос.